# Memorial Van Damme 2011
Memoriál Van Dammeho 2011 byl lehkoatletický mítink, který se konal 16. září 2011 v belgickém městě Bruselu. Byl součástí série mítinků Diamantové ligy 2011.

## Výsledky
- Archiv výsledků zde [1]

### Muži
| Disciplína     | 1. místo                      | 2. místo                         | 3. místo                        |
| 200 m          | Yohan Blake 19,26 Rekord DL   | Walter Dix 19,53                 | Nickel Ashmeade 19,91           |
| 800 m          | David Lekuta Rudisha 1:43,96  | Mohammed Aman 1:44,29            | Asbel Kipruto Kiprop 1:44,46    |
| 5000 m         | Imane Merga 12:58,32          | Thomas Pkemei Longosiwa 12:58,70 | Vincent Kiprop Chepkok 12:59,50 |
| 400 m překážek | Javier Culson 48,32           | David Greene 48,78               | Cornel Fredericks 48,96         |
| Skok o tyči    | Konstadinos Filippidis 572 cm | Renaud Lavillenie 572 cm         | Malte Mohr 562 cm               |
| Trojskok       | Benjamin Compaoré 17,31 m     | Sheryf El-Sheryf 16,93 m         | Alexis Copello 16,89 m          |
| Vrh koulí      | Reese Hoffa 22,09 m           | Christian Cantwell 22,07 m       | Andrej Michněvič 21,56 m        |
| Hod oštěpem    | Matthias de Zordo 88,36 m     | Vadims Vasiļevskis 85,06 m       | Fatih Avan 84,79 m              |

### Ženy
| Disciplína      | 1. místo                  | 2. místo                            | 3. místo                       |
| 100 m           | Carmelita Jeterová 10,78  | Veronica Campbellová-Brownová 10,85 | Kelly-Ann Baptiste 10,90       |
| 400 m           | Amantle Montshoová 50,16  | Novlene Williamsová-Millsová 50,72  | Taťjana Firovová 50,84         |
| 1500 m          | Morgan Ucenyová 4:00,06   | Mariem Alaoui Selsouli 4:00,77      | Meriem Jusuf Džamalová 4:01,40 |
| 100 m překážek  | Danielle Carruthers 12,65 | Yvette Lewis 12,77                  | Kellie Wellsová 12,77          |
| 3000 m překážek | Julija Zaripovová 9:15,43 | Habiba Ghribiová 9:16,57            | Mercy Wanjiku Njoroge 9:20,09  |
| Skok do výšky   | Anna Čičerovová 205 cm    | Jelena Slesarenková 196 cm          | Ebba Jungmarková 193 cm        |
| Trojskok        | Olga Saladuchová 14,67 m  | Mabel Gayová 14,58 m                | Olga Rypakovová 14,49 m        |
| Hod diskem      | Li Jen-feng 66,27 m       | Yarelis Barriosová 65,33 m          | Żaneta Glanc 62,78 m           |